# Astroloba bullulata

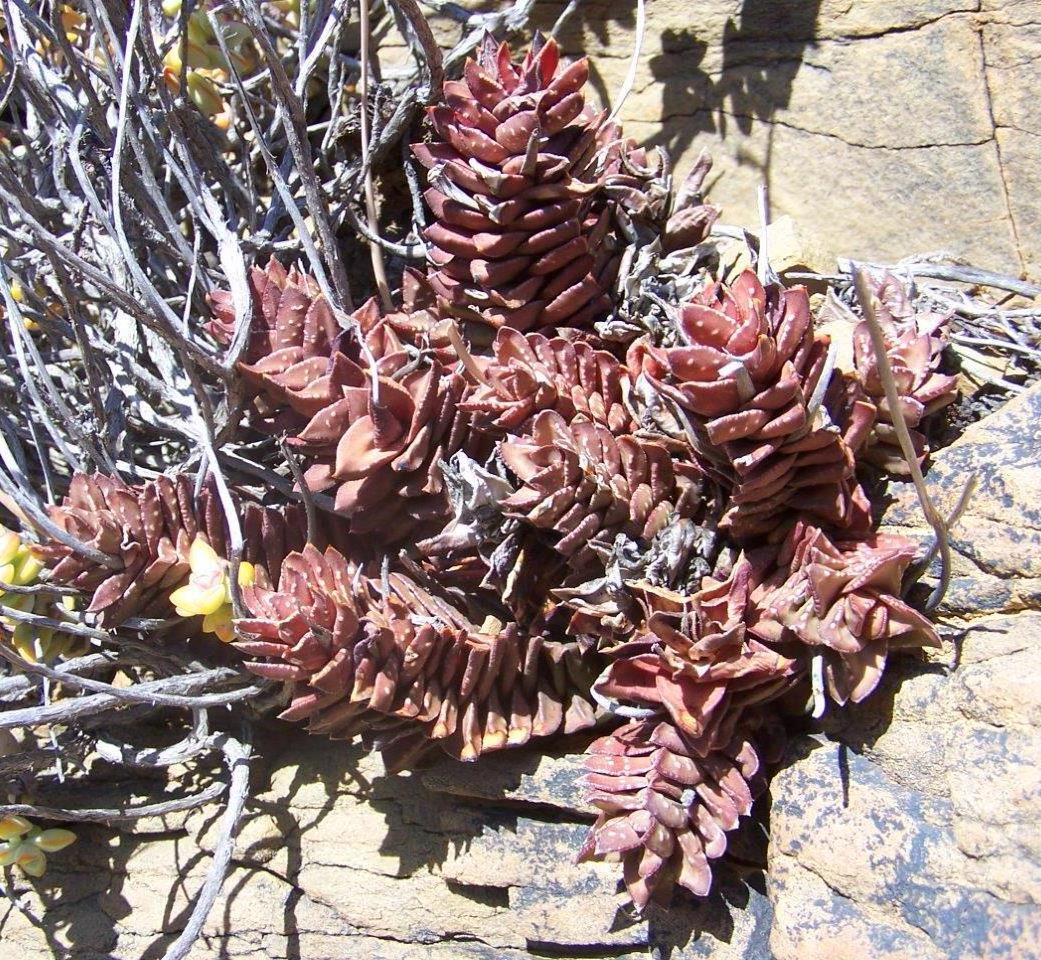
Astroloba bullulata in der Karoo

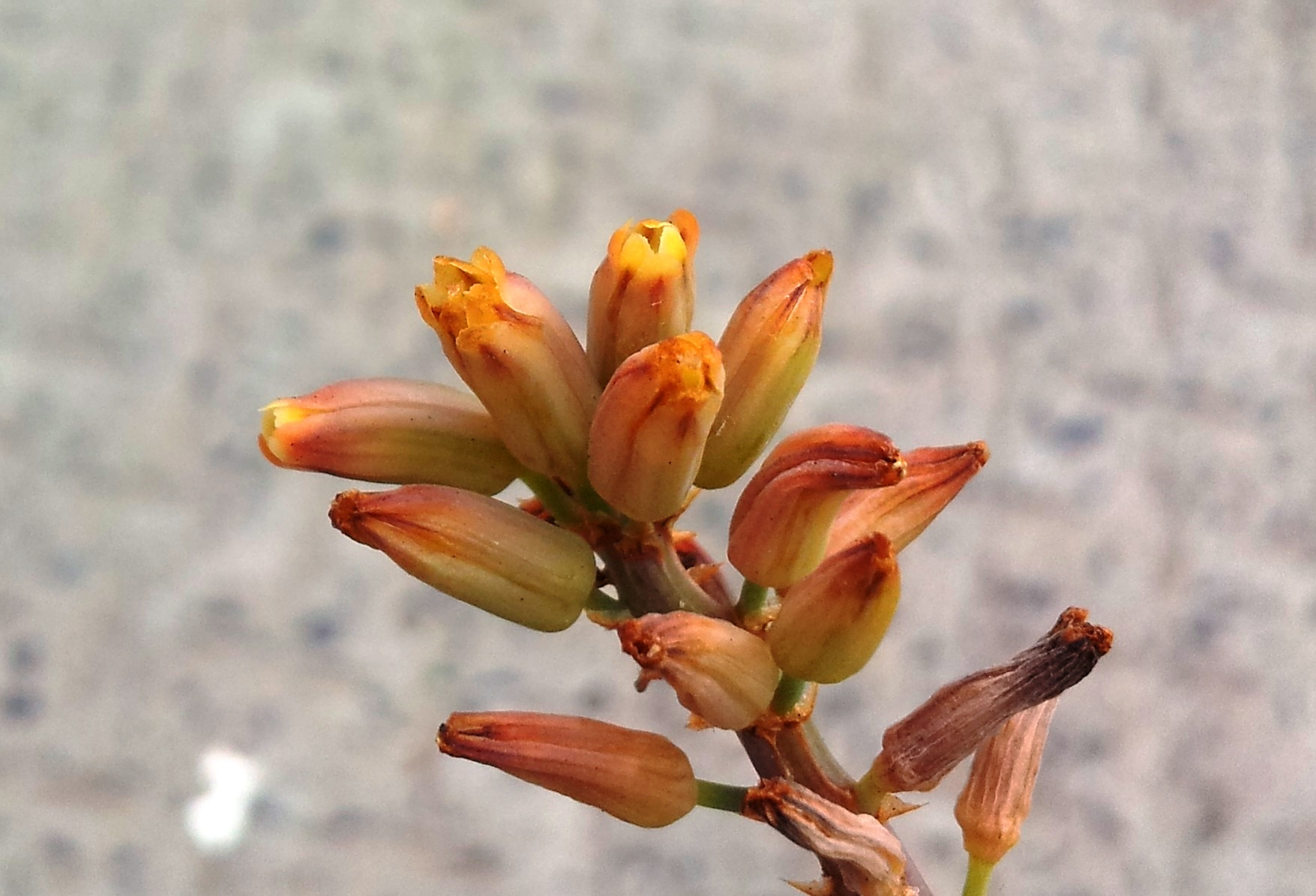
Blütenstand

Astroloba bullulata ist eine Pflanzenart der Gattung Astroloba in der Unterfamilie der Affodillgewächse (Asphodeloideae). Das Artepitheton bullulata stammt aus dem Lateinischen, bedeutet ‚Bläschen‘ und verweist auf die warzige Blattoberfläche.

## Beschreibung

### Vegetative Merkmale
Die in der Regel fast aufrechten Laubblätter von Astroloba bullulata bilden fünf gerade Reihen oder sind selten ziegelförmig an den Trieben angeordnet. Die schmutzig grünlichbraune Blattspreite ist 23 bis 40 Millimeter lang und 13 bis 26 Millimeter breit. Die Blattspitzen sind auswärts gebogen, oft in Richtung der gekielten Seite. Die Blattoberfläche ist warzig, wobei die etwa 1 Millimeter im Durchmesser messenden Warzen ziemlich hervorstehen. Es sind entweder wenige unregelmäßig zerstreute Warzen vorhanden oder sie sind zahlreich und in Querlinien angeordnet.

### Blütenstände und Blüten
Der Blütenstand ist eine lockerblütige Traube von 14 bis 30 Zentimetern Länge. Die aufrechten, grünlich braunen Blüten stehen an 3 bis 6 Millimeter langen Blütenstielen und besitzen gelbliche Zipfel. Die gerade Perigonröhre ist 8 bis 11 Millimeter lang und weist einen Durchmesser von etwa 3 Millimeter auf. Ihre Zipfel weisen eine Länge von etwa 2 Millimeter auf.

### Genetik
Die Chromosomenzahl beträgt {\displaystyle 2n=14}.

## Systematik und Verbreitung
Astroloba bullulata ist in den südafrikanischen Provinzen Westkap und Ostkap verbreitet.
Die Erstbeschreibung als Aloe bullulata durch Nikolaus Joseph von Jacquin wurde 1809 veröffentlicht. Antonius Josephus Adrianus Uitewaal stellte die Art 1947 in die Gattung Astroloba.
Synonyme sind Apicra pentagona var. bullulata (Jacq.) Baker (1880), Haworthia bullulata (Jacq.) Parr (1971), Apicra bullulata (Jacq.) Willd. (1811, unkorrekter Name ICBN-Artikel 11.3), Astroloba bullata hort. (ohne Jahr, nom. illeg. ICBN-Artikel 61.1), Apicra egregia Poelln. (1930), Astroloba egregia (Poelln.) Uitewaal (1947), Haworthia egregia (Poelln.) Parr (1971), Astroloba egregia var. fardeniana Uitewaal (1948) und Haworthia egregia var. fardeniana (Uitewaal) Parr (1971).

## Nachweise